# 이익진
이익진(1940년 7월 20일~)은 대한민국의 정치인이다. 제3·5대 인천광역시 계양구청장을 지냈다.

## 학력
- 인천부평국민학교(졸업)
- 동산중학교(졸업)
- 동산고등학교(졸업)
- 건국대학교(법학과 학사)
- 인하대학교(경영대학원 수료)

## 역대 선거 결과
|  | 32.8% |

|  | 54.40% |

|  | 45.98% |

|  | 37.88% |

|  | 60.10% |

|  | 9.37% |

| 전임 이헌진 | 제3대 인천광역시 계양구청장 1998년 7월 1일~2002년 6월 30일 | 후임 박희룡 |

| 전임 박희룡 | 제5대 인천광역시 계양구청장 2006년 7월 1일~2010년 6월 30일 | 후임 박형우 |